# Поул, Джеффри
Сэр Джеффри Поул (приблизительно 1501/02 — ноябрь 1558) — английский аристократ, потомок Йорков, сын Маргарет, графини Солсбери, и придворный своего троюродного брата Генриха VIII. После начала Реформации примкнул к католической оппозиции, обвинялся в причастности к «заговору Эксетера». Именно показания Поула дали основания для казни маркиза Эксетера и барона Монтегю, тогда как он сам был помилован (1539). В 1548 году сэр Джеффри бежал на континент, в 1553 году вернулся.

## Биография
Джеффри Поул родился приблизительно в 1501 или 1502 году. Он стал четвёртым сыном сэра Ричарда Поула, незнатного валлийского дворянина, возвысившегося благодаря родству с королём Генрихом VII. Матерью Джеффри была Маргарет Поул, последняя представительница Йоркской династии — дочь Джорджа Кларенса, племянница королей Эдуарда IV и Ричарда III, двоюродная сестра жены Генриха VII Елизаветы Йоркской. Таким образом, Джеффри по обеим линиям приходился троюродным братом королю Генриху VIII. Как потомки Йорков, братья Поулы обладали теоретическими правами на английский престол. Старший из них, Генри, получил титул барона Монтегю, второй, Артур, стал одним из шести членов Тайной палаты, а Реджинальд начал духовную карьеру. Маргарет в правление Генриха VIII была восстановлена в правах на существенную часть отцовского наследства и стала одной из самых богатых женщин в Англии.
Джеффри в 1529 году был посвящён королём в рыцари. Приблизительноно в те же годы он выгодно женился на одной из дочерей и наследниц сэра Эдмунда Пейкенхэма и благодаря этому приобрёл два поместья в Сассексе. С 1529 года Поул заседал в парламенте как рыцарь от Уилтона, с 1531 года он работал в составе разного рода комиссий в Сассексе и Хэмпшире. Как и другие члены семьи, он негативно отнёсся к планам Генриха VIII развестись с Екатериной Арагонской и провести церковную реформу. Известно, что в 1532 году, когда Генрих отправился в Кале на встречу с королём Франции Франциском I, сэр Джеффри тайно пересёк море, чтобы получить от своего брата Генри последние новости; тот отправил его к Екатерине с известием о том, что король Англии не добился от Франциска одобрения женитьбы на Анне Болейн.
Позже Генрих всё-таки женился на Анне. Поул прислуживал новой королеве во время церемонии коронации (1 июня 1533 года), за что получил из казны 40 фунтов. При этом он сохранял связи с Екатериной (например, 5 июня того же года обедал с её дочерью, принцессой Марией), часто посещал Эсташа Шапюи, посла Карла V (племянника Екатерины). Сэр Джеффри уверял посла, что, если Карл высадит в Англии армию, чтобы защитить права своей тётки, он встретит всеобщую поддержку; Поул даже был готов лично отправиться в Испанию, чтобы убедить Карла начать войну, но Шапюи его отговорил.
Когда жители северных графств восстали против церковной реформы (1536), сэр Джеффри был вынужден принять участие в карательных операциях, но втайне сочувствовал повстанцам. Вскоре Генрих VIII охладел к нему — сначала, по-видимому, из-за его долгов перед казной, а потом из-за вестей с континента о том, что Реджинальд Поул получил кардинальскую шапку и готовит свержение Тюдоров. В августе 1538 года сэр Джеффри был арестован и оказался в Тауэре. Известно, что его допрашивали семь раз, причём следователей интересовал не сам Поул, а более влиятельные фигуры — его брат сэр Генри и Генри Куртене, 1-й маркиз Эксетер, ещё один потомок Йорков. 28 октября сэр Джеффри попытался покончить с собой, но потерпел неудачу. В итоге он рассказал достаточно, чтобы появились основания для ареста и Эксетера, и Монтегю.
4 декабря 1538 года Поул предстал перед судом. Его обвинили в изменнической переписке с братом Реджинальдом и приговорили к смерти, но вскоре он получил королевское помилование. К апрелю 1539 года сэр Джеффри вернулся в свои сассекские владения, тогда как Эксетера и Монтегю обезглавили. Графиня Маргарет оставалась в заключении до 1541 года, когда казнили и её. Сэр Джеффри в 1548 году бежал на континент. Благодаря помощи брата он получил от римского папы отпущение грехов, затем несколько лет жил в Германии, Франции и Нидерландах. В 1552 году Поул попросил у Тайного совета разрешения вернуться, но получил отказ.
Возвращение состоялось в 1553 году, когда на английский престол взошла католичка Мария. Поул получил ренту в 50 фунтов стерлингов в год и должность смотрителя Слиндон-парка, но к нему пришлось приставить охрану, так как сын Эксетера Эдуард пообещал его убить. Свои последние годы сэр Джеффри провел в сассекских поместьях. Он умер в ноябре 1558 года.

## Семья
До 9 июля 1528 года Поул женился на Констанс Пакенхэм, дочери сэра Эдмунда Пакенхэма. В этом браке родились:
- Артур (1531—1570)[7];
- Томас (1532/40 — 1570)[8];
- Эдмунд (1541—1570)[9];
- Джеффри (1546—1591)[10];
- Генри;
- Кэтрин, жена сэра Энтони Фортескью;
- Элизабет, жена Уильяма Невилла;
- Мэри, жена Уильяма Коуфелда;
- Маргарет, жена Уолтера Виндзра;
- Энн, жена Томаса Хилдершама.